# Las dos culpas de Betina
Las dos culpas de Betina es una película de Argentina filmada en Eastmancolor dirigida por Ignacio Tankel según su propio guion escrito en colaboración con Eduardo Rudy que se estrenó el 22 de mayo de 1975 y que tuvo como actores principales a Karin Pistarini, Eduardo Rudy, Raúl Margni y Isidro Fernán Valdez. Tiene los títulos alternativos de Las dos culpas de Bettina y Dos veces culpable. Fue filmada en la ciudad de Chivilcoy, provincia de Buenos Aires.

## Sinopsis
Una mujer cercana a los 40 años de edad entabla una extraña relación con un adolescente en ausencia de su esposo.

## Reparto
- Karin Pistarini
- Eduardo Rudy
- Raúl Margni
- Isidro Fernán Valdez
- Elbio Nessier
- Edelma Rosso
- Alejandro Marcial
- Marcelle Marcel
- Federico Marker
- Manolo Miguens
- Cristina Tejedor
- Noel Azurmendy
- Mónica Castagna
- Teo Calderón
- Taso Grabrieli
- Horacio Ceriani

## Comentarios
Mayoría escribió del filme:

”na agradable sorpresa.”

Daniel López en La Opinión dijo:

”Atisbos de interés se malogran en la realización…Tankel cuenta una historia original, la desarrolla con cierto clima entre policial y erótico y le otorga un final realmente imprevisible…Diálogo falso, pésima interpretación de todo el elenco y deficiente nivel técnico…malogran lo que hubiera podido resultar un buen thriller psicologico.”

Manrupe y Portela escriben:

”Infrecuente incursión en lo policial dentro del panorama de mediados de los ’70 hoy prácticamente caída en el olvido. Un buen tema que hubiera merecido un mejor tratamiento.”